# Contract J.A.C.K.
Contract J.A.C.K. (Abk. für Just Another Contract Killer) ist ein Ego-Shooter und Ableger zu No One Lives Forever und No One Lives Forever 2. Wie die Vorgänger wurde er von Monolith Productions entwickelt und am 21. November 2003 für Microsoft Windows veröffentlicht. Statt der Agentin Cate Archer steuert der Spieler diesmal John Jack, einen Auftragsmörder, der von Archers Erzfeind Volkov angeheuert wird, um Aufträge für die Terrororganisation H.A.R.M. auszuführen.

## Handlung
Der Protagonist Jack erwacht nach einem nächtlichen Besäufnis in einem Apartment im „Drunken Scotsman.“ Er ist an einen Stuhl gefesselt und vor ihm stehen zwei Schläger, die von seinem Konkurrenten Louie Franco damit beauftragt wurden, ihn auszuschalten. Bevor sie die Tat vollbringen können, kann sich Jack aus den Fesseln befreien und kämpft sich durch das Gebäude. An der Rezeption bekommt er einen Anruf von Dimitrij Volkov, dem Direktor der Verbrecherorganisation H.A.R.M. Dieser macht ihm ein Jobangebot und lädt ihn zu einem Bewerbungstest in den römischen Ruinen auf Malta ein. Er besteht und wird für einen Auftrag engagiert.
Er soll eine Militäranlage in der Tschechoslowakei infiltrieren um herauszufinden, wieso
ein italienisches Syndikat namens Danger Danger sich für die Basis interessiert. Jack dringt tiefer in die Basis ein und findet heraus, dass zu ihr eine Raketenabschusseinrichtung gehört. Mit Hilfe dieser will Danger Danger Dr. Harij zurück auf die Erde holen. Dr. Harij ist ein ehemaliger Wissenschaftler von H.A.R.M., der nach der Explosion von H.A.R.M.s Weltraumstation im ersten NOLF-Teil aus deren Resten eine neue kleine Weltraumstation auf dem Mond erbaut hat, in der er jetzt lebt und forscht. Jack gelingt es, in eine Rakete zu steigen und fliegt damit zum Mond.
Auf dem Mond angekommen kämpft sich Jack durch die Raumstation, in der Danger Dangers Leute ihn aufzuhalten versuchen. Er soll Dr. Harij vor Il Pazzo, dem Leiter von Danger Danger, finden, da Dimitrij Volkov Dr. Harij wieder für H.A.R.M. arbeiten lassen möchte. Dies gelingt ihm jedoch nicht und Il Pazzo flieht mit Dr. Harij in einer Rakete. Um Jack aufzuhalten, lässt er jedoch vorher die Raumstation sprengen. Jack wird durch die Explosion in den Weltraum geschleudert, kann jedoch zu einer kleinen Rakete zwischen den Trümmern der Raumstation schweben, mit der er wieder zur Erde fliegt.
Er stürzt mit der Rakete in eine ländliche Region in der Toskana direkt in das Danger Danger-Hauptquartier, wo Il Pazzo mit Dr. Harij ebenfalls gelandet ist. Dieser entkommt zunächst auf einem kleinen Boot und flieht mit Harij in ein kleines Schloss. Jack kämpft sich bis dorthin durch die Stadt, Florenz, durch und kann Dr. Harij befreien. Beide begeben sich zum H.A.R.M-Hauptquartier, wo Dimitrij Volkov sie schon erwartet. Er teilt Jack mit, dass er keine feste Anstellung für ihn habe und schießt ihn mit einer Pistole nieder. Der angeschossene, am Boden liegende Jack hört nun einem Gespräch zwischen Volkov und Dr. Harij zu, in dem Volkov von seinem geplanten Ski-Ausflug erzählt. Nachdem beide außer Reichweite sind, steht Jack wieder auf und schaut mit einem höhnischen Grinsen Volvoks Skis an, die zufällig im selben Raum liegen, während er noch einmal Volkovs und Harijs Stimmen hört: „Ich war noch nie Ski fahren, ist das nicht gefährlich? - Überhaupt nicht!“

## Spielprinzip
Anders als No One Lives Forever ist Contract J.A.C.K. auf die reine Ego-Shooter-Basis bezogen, bei der sich der Spieler weniger konzentrieren muss, da versteckte Geheimnisse nicht vorhanden sind und sich Schusswechsel mit großen Gegnermassen nicht vermeiden lassen. Auch auf Gadgets muss der Spieler zum größten Teil verzichten. Stealth-Einlagen gibt es nicht mehr. Das Spiel läuft auf der gleichen Grafik-Engine (LithTech Jupiter) wie No One Lives Forever 2 und verwendet viele Assets aus dem Vorgänger, etwa 3D-Modelle und Sounds.

## Rezeption
Im Gegensatz zu seinen Vorgängern erhielt Contract J.A.C.K. gemischte Kritiken. Bemängelt wurde das vereinfachte Spielprinzip, das anspruchslose Gameplay und die sehr kurze Spielzeit. Gamespot bewertete den Ableger mit 59 % und IGN mit 61 %. Im deutschsprachigen Raum wurde das Spiel hingegen wohlwollender aufgenommen, so vergab die PC Games 81 % für Contract J.A.C.K. Die Gamestar bewertete das Spiel mit 72 %, 4Players mit 68 %. Basierend auf 20 Reviews ergibt sich für Contract J.A.C.K. ein mittelmäßiger Metascore von 56.